# Claude Dhinnin
Claude Dhinnin, né le 11 septembre 1934 à Lille où il est mort le 14 mars 2025, est un homme politique français. Il est député durant cinq législatures dont quatre en tant qu'élu de la troisième circonscription du Nord.

## Biographie
Il est maire de La Madeleine de mars 1977 à mars 2008, date à laquelle Sébastien Leprêtre lui succède. En 1998, il est fait chevalier de la Légion d'honneur.
Claude Dhinnin meurt le 14 mars 2025 à Lille. Ses funérailles ont lieu le 21 mars en l'église Sainte-Marie-Madeleine de La Madeleine, et il est inhumé au cimetière de l'Est à Lille.

## Mandats électifs
- Député du Nord (3e circonscription) du 14 mai 1973 au 2 avril 1978 (comme suppléant de Pierre Billecocq qui est nommé au gouvernement)
- Député du Nord (3e circonscription) du 3 avril 1978 au 22 mai 1981
- Député du Nord (élection à la proportionnelle) du 2 avril 1986 au 14 mai 1988
- Député du Nord (3e circonscription) du 23 juin 1988 au 1er avril 1993
- Député du Nord (3e circonscription) du 2 avril 1993 au 21 avril 1997
- Maire de La Madeleine de mars 1977 à mars 2008